# 那烂陀县
那烂陀县（Nalanda district）是印度比哈爾邦的一個縣，面積2,367平方公里，識字率為66.41%，2011年人口2,872,523，人口密度每平方公里1,214人。
25°12′00″N 85°31′12″E / 25.20000°N 85.52000°E